# 科洛斯科沃农村居民点
科洛斯科沃农村居民点（俄语：Колосковское сельское поселение）是俄罗斯联邦别尔哥罗德州瓦卢伊基区所属的一个农村居民点。其下辖有6个居民点，行政中心为科洛斯科沃。据2016年统计，该农村居民点的人口为1871人。